# Allophylus heterophyllus
Allophylus heterophyllus là một loài thực vật có hoa trong họ Bồ hòn. Loài này được (Cambess.) Radlk. mô tả khoa học đầu tiên năm 1895.